# Krutoiarka, Ielaneț
Krutoiarka (în ucraineană Крутоярка) este un sat în comuna Iasnohorodka din raionul Ielaneț, regiunea Mîkolaiiv, Ucraina.

## Demografie
Componența lingvistică a localității Krutoiarka
     Ucraineană (97,51%)
     Rusă (1,66%)
     Alte limbi (0,41%)
Conform recensământului din 2001, majoritatea populației localității Krutoiarka era vorbitoare de ucraineană (97,51%), existând în minoritate și vorbitori de rusă (1,66%).